# Верб'язька сільська рада
| Верб'язька сільська рада — колишній орган місцевого самоврядування у Воловецькому районі Закарпатської області з адміністративним центром у с. Верб'яж. Сільській раді були підпорядковані населені пункти: - с. Верб'яж - с. Завадка |

## Склад ради
Рада складалася з 16 депутатів та голови.

## Керівний склад сільської ради
| ПІБ                  | Основні відомості                                                               | Дата обрання | Дата звільнення |
| -------------------- | ------------------------------------------------------------------------------- | ------------ | --------------- |
| Далекорей Іван Ілліч | Сільський голова, 1955 року народження, освіта, безпартійний                    | 26.03.2006   | 31.10.2010      |
| Півкач Іван Павлович | Сільський голова, 1961 року народження, освіта середня спеціальна, безпартійний | 31.10.2010   |                 |

Примітка: таблиця складена за даними джерела

## Населення
Згідно з переписом УРСР 1989 року чисельність наявного населення сільської ради становила 1993 особи, з яких 968 чоловіків та 1025 жінок.
За переписом населення України 2001 року в сільській раді мешкало 1988 осіб.

### Мова
Розподіл населення за рідною мовою за даними перепису 2001 року:
| Мова       | Відсоток |
| ---------- | -------- |
| українська | 99,75 %  |
| молдовська | 0,10 %   |
| російська  | 0,10 %   |
| угорська   | 0,05 %   |